# 鲁桂兰
鲁桂兰（？—？），女，陕西咸阳人，中华人民共和国农民，曾任第三、四届全国政协委员，第五届全国人大代表。